# مارلنه ۱۰۱۰

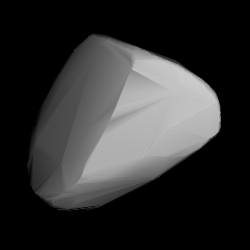
مدل سه‌بُعدی سیارک مارلنه ۱۰۱۰ بر طبق منحنی نور آن

سیارک ۱۰۱۰ (به انگلیسی: 1010 Marlene، نامگذاری:1923PF) هزار و دهمین سیارک کشف شده‌است که در ۱۲ نوامبر ۱۹۲۳ و در هایدلبرگ کشف شد.
قدر مطلق سیارک برابر ۱۰٫۴۰ است.